# Theotima radiata
Theotima radiata là một loài nhện trong họ Ochyroceratidae. Loài này phân bố ở Cuba, Puerto Rico en Venezuela.